# 同德 (公司)

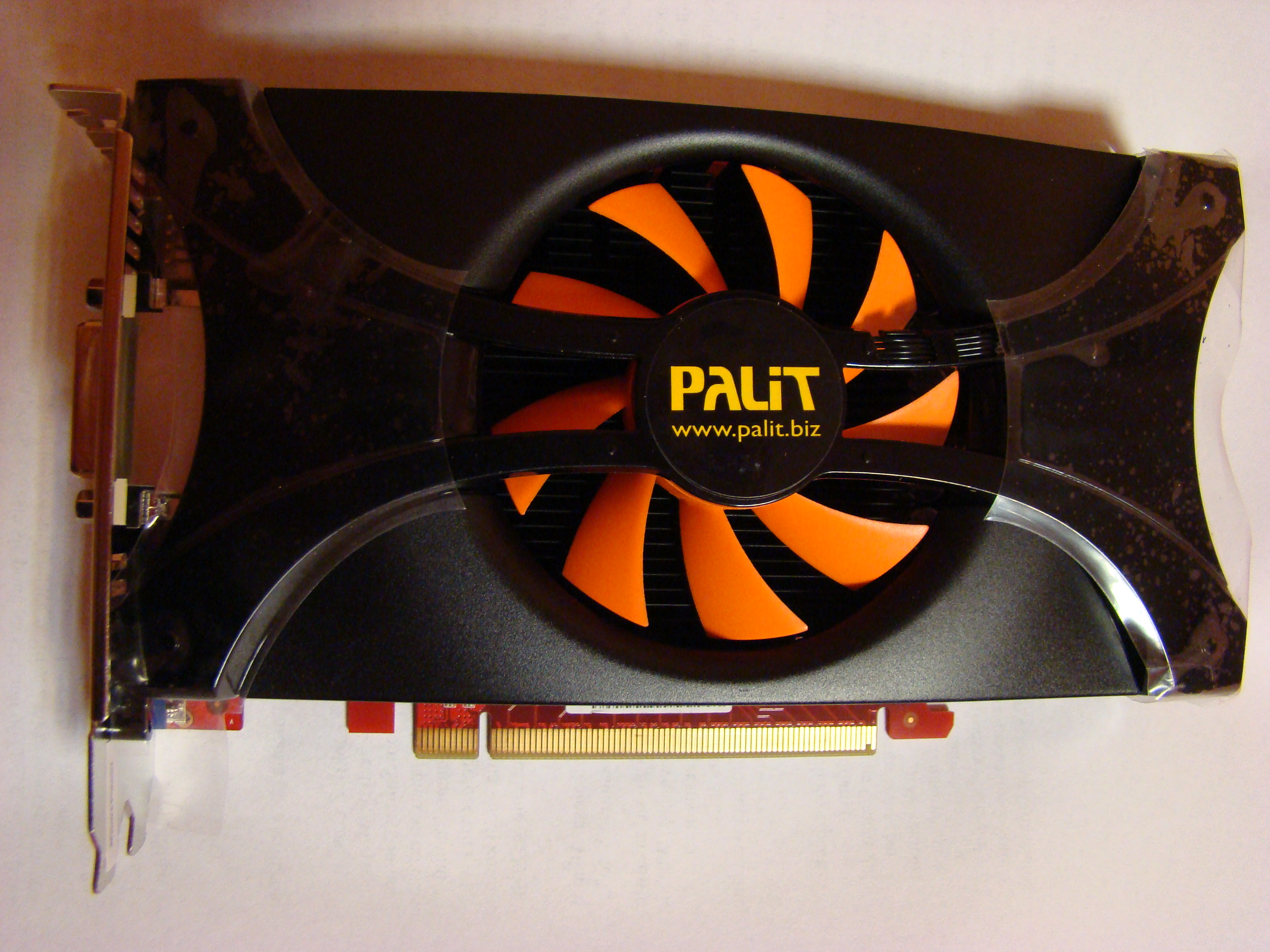
同德推出的GTX 460顯示卡

同德股份有限公司（Palit Microsystems Ltd.）成立於1988年，是全球最大的顯示卡專業製造廠商之一，總部設立於台灣，工廠設立於中國深圳宝安区，物流運籌中心成立於香港九龍灣。是NVIDIA的AIC合作夥伴之一。旗下擁有YUAN（聰泰）、Galaxy（影馳）、Gainward（耕宇）、Vvikoo、XpertVision、Daytona等品牌。
同德在歐洲擁有自有品牌Palit，在2004年底收購耕宇而擁有其旗下品牌耕昇，目前業務由盈通的持有者盈佳訊負責。2007年同德收購影馳科技，目前是同德系中相對獨立的品牌。在2009年9月15日，同德在中國大陸推出了北影（Axigon）品牌。
目前同德是NVIDIA的主要合作夥伴，並在中國大陸為昂达、七彩虹、双敏、铭瑄、盈通等廠商代工，這五大廠商被俗稱為同德五虎。